# Uniejów
Uniejów je město v Polsku v Lodžském vojvodství v okrese Poddębice, sídlo stejnojmenné městsko-vesnické gminy. Leží na řece Wartě. V letech 1975–1998 patřilo do Koninského vojvodství. V roce 2024 zde žilo 2 988 obyvatel, rozloha města je 12,3 km².
Součástí města jsou také bývalé obce Budy Uniejowskie a Kościelnica.

## Partnerská města
- Alatri, Itálie
- Cchaltubo, Gruzie
- Gorkij, Bělorusko
- Grindavík, Island
- Krāslava, Lotyšsko
- Mórahalom, Maďarsko
- Naftalan, Ázerbájdžán
- Sonkajärvi, Finsko
- Szczyrk, Polsko
- Truskavec, Ukrajina
- Turek, Polsko